# 伊東サラ
伊東 サラ（いとう さら）は、日本の女性声優。主にアダルトゲームに声をあてている。

## 出演
太字は主役・メインキャラクター。

### アダルトゲーム
時期不明
- 神楽大戦・陰之巻（新堂勇）

2008年
- 皇涼子のBitchな1日（皇涼子）

2010年
- あねぼく〜お姉ちゃんは美人3姉妹〜（夏目美咲）
- クラ☆クラ 〜CLASSY☆CRANBERRY'S〜（花山院紫子）

2011年
- 俺と冴子さんと寝取られメール（常盤冴子）
- 神採りアルケミーマイスター（アスモデウス）
- 脅迫3〜遙かに響く光と影の淫哀歌〜（南雲勇那）

2012年
- すたどる!（卯都木那都夜）
- 百機夜行（佐藤忍、細川小夜子、クロエ・クローバー）
- 受胎島（一条静）
- 創刻のアテリアル（源鴉鳥、701号）
- LILITH-IZM 08【のぶしと黒IZM】（常盤冴子）
- らぶらぼ〜調教なんて興味のなかった俺と彼女の放課後SMラボラトリー〜（出水かなめ）
- 桜ノーリプライ（泉柚葉）
- 紅神楽（新堂勇）
  - 追加シナリオ（2013年）

2013年
- ツゴウノイイ家族（九々津晴香）

2014年
- 対魔聖甲アリス（アリス・ワルキューレ）
- Lord of Walkure 〜X指定〜（ピコ）
- 愛姉妹IV 悔しくて気持ち良かったなんて言えない（藤村江利子）

2015年
- 対魔忍アサギ 決戦アリーナ（2015年 - 2018年、アスタロト、アリス・ワルキューレ、槇島あやめ）
- 対魔忍 紅（槇島あやめ）
- 根雪の幻影 白花荘の人々（藤木藤子）
- 敗北の淫獣ハンター・月氷姫レイ〜名門女学生と共に触手の苗床にされる美少女剣士〜（夜刀神アリサ、女SP）

2016年
- 冥刻學園 受胎編「お願いします……先生の精液で、私達を助けて欲しいんです！」（二条静恵）
- 我慢できない！ふたなりミルクメイド（ロミーナ）

2017年
- いつまでも僕だけのママのままでいて！（折原朱美）
- 爆乳温泉〜淫乱女将悦楽の湯篇〜（大善稜子）

2018年
- アナスタシアと7人の姫女神 〜淫紋の烙印〜（フリッカ）
- 対魔忍RPGX（槇島あやめ、アスタロト）
- 冥刻學園 胎動編「お願いします…先生の精液で、私達を孕ませて欲しいんです…♡」（二条静恵）

2019年
- Paradise 極 -KIWAME-
- エモーション・クリエイターズ（妖艶）

2021年
- 神楽黎明記〜勇の章〜（新堂勇）

### 一般ゲーム
- 神楽大戦・陽之巻（時期不明、新堂勇）
- Lord of Walkure（2014年、ピコ[20]）
- 対魔忍RPG（2018年、槇島あやめ、アスタロト）

### アダルトアニメ
- 受胎島（2014年 - 2018年、一条静）- 2シリーズ
- 対魔忍アサギ3（2016年、朧）
- OVA 冥刻學園 受胎編（2017年、二条静恵）

### ドラマCD
- 対魔忍RPGX アスタロト B2タペストリー＆ドラマCD（2019年、アスタロト）

### その他
- 忙しい人のための幻想郷シリーズ（伊吹萃香、洩矢諏訪子）

## ディスコグラフィ

### キャラクターソング
| 発売日        | 商品名                                                | 歌 | 楽曲                     | 備考                                                |
| ------------- | ----------------------------------------------------- | --- | ------------------------ | --------------------------------------------------- |
| 2011年9月9日  | 脅迫3〜遙かに響く光と影の淫哀歌〜 Original Soundtrack | 沢音遙（花南）、南雲勇那（伊東サラ）、安藤レミ（咲ゆたか）                                                                | 「深紅」                 | PCゲーム『脅迫3〜遙かに響く光と影の淫哀歌〜』主題歌 |
| 2012年1月27日 | すたどる! ボーカルミニアルバム                        | 卯都木那都夜（伊東サラ）                                                                                                  | 「光と陰」（作詞も担当） | PCゲーム『すたどる!』卯都木那都夜テーマソング       |
| 2012年1月27日 | すたどる! ボーカルミニアルバム                        | 飛鳥あした（佐藤千幸）、一之瀬アオイ（雨花）、卯都木那都夜（伊東サラ）、栄花泉（大葉じゅん）、 緒ノ乃ももこ（民安ともえ） | 「七色の想い」           | PCゲーム『すたどる!』エンディングテーマ             |